# Финково
Финково (словен. Finkovo) — поселення в общині Рибниця, регіон Південно-Східна Словенія, Словенія.